# 神秘河流
《神秘河流》（英語：Mystic River）是2003年发行的一部美国电影，该片由西恩·潘、蒂姆·罗宾斯以及凯文·贝肯主演，导演为奇連·伊士活。改編自丹尼斯·勒翰的同名小說。

## 劇情
故事围绕三个从小在美国马萨诸塞州的波士顿一起长大的伙伴展开，分别为杰米，戴夫和西恩。Mystic River是指波士頓的一條河。十岁时三人在一次街头玩耍中，出現一位中年男子假扮警察，以“破坏公共设施”为由，把三个小孩训斥了一顿，然后把戴夫（蒂姆·罗宾斯饰）带上了车。戴夫被绑架，关在地下室，受到两个恋童癖男人的性侵害，輪流強姦四天。近二十年以后，三人均已长大成人，尽管仍旧住在波士顿，但是关系早已疏远。杰米（西恩·潘饰）混過黑道，因搶劫被捕，蹲過苦牢，後來成為雜貨店老闆，杰米的19岁大女兒凯蒂意外遇害的事件又將三人牵扯在一塊：某天戴夫渾身是血地回到家，种种迹象显示戴夫极可能有犯罪嫌疑，而该案件调查者正是三人中的最后一人—已成为警官的西恩（凯文·贝肯饰）。

## 評價
该片获得了评论界的广泛好评，并且获得了第76屆奥斯卡的六项提名：分别为最佳电影，最佳导演，最佳男主角，最佳改編劇本以及最佳男配角和最佳女配角的提名。最终西恩·潘和蒂姆·罗宾斯在2004年頒獎禮當晚分别凭借此片获得了奥斯卡最佳男主角和最佳男配角奖。

## 外部連結
- 開眼電影網上《神秘河流》的資料（繁體中文）
- 豆瓣电影上《神秘河》的資料 （简体中文）
- 时光网上《神秘河》的資料（简体中文）
- AllMovie上《神秘河流》的资料（英文）
- 爛番茄上《神秘河流》的資料（英文）
- Box Office Mojo上《神秘河流》的資料（英文）
- TCM电影资料库上《神秘河流》的资料（英文）
- Metacritic上《神秘河流》的資料（英文）
- 互联网电影数据库（IMDb）上《神秘河流》的资料（英文）